# Eliáš z Chřenovic
Eliáš z Chřenovic (též Eliáš Křenovský či Eliáš Chřenovský, latinsky Elias Chrzenovius, okolo 1430 asi Křenovice – 10. srpna 1503 Prostějov) byl jedním z prvních tří kněží Jednoty bratrské. Od roku 1467 byl pověřen biskupskými povinnostmi jakožto konsenior a od roku 1499 až do své smrti sloužil jak biskup (senior) Jednoty.

## Život
Pocházel patrně z Křenovic u Přerova, původním řemeslem byl mlynář. Jako příznivec Jednoty bratrské se 26. března 1467 zúčastnil bratrského sněmu ve Lhotce u Rychnova nad Kněžnou, kde byl formou loterie, spolu se synem sedláka Matějem z Kunvaldu a krejčím Tůmou z Přelouče, zvolen jedním ze tří biskupů Jednoty bratrské. Protože na synodě bylo mimo jiné rozhodnuto, že svěcení mají přijmout i tři zvolení, vyslalo bratrstvo tři již vysvěcené kněze, z nichž je znám pouze Michael z Žamberka, k valdenskému biskupovi Stephanovi, který se skrýval v Rakousku. Tyto tři kněze pak Stephanus vysvětil na biskupy bratrstva, poté se vrátili do Kunvaldu.
Po návratu pak Michael z Žamberka, který zastával funkci seniora, vysvětil Eliáše, Tůmu z Přelouče a Matěje z Kunvaldu na kněze. Matěj pak přijal i biskupské svěcení, kněží Eliáš a Tůma vykonávali také biskupské funkce, ale na rozdíl od Matyáše nesměli světit nově zvolené kněze. Zatímco Tůma měl na starosti bratrské sbory na Moravě, Eliáš měl na starosti rozptýlené sbory v západních a severních Čechách. Těžištěm jeho práce byly Lenešice, přičemž měl na starosti i bratry v Praze a okolí, neboť zde nesměla vzniknout žádná bratrská obec.
Volbou a vysvěcením vlastních kněží a odmítnutím Basilejských kompaktát byly zbývající vazby českých bratří k utrakvistické církvi záměrně přerušeny. Jelikož v tom utrakvisté viděli ohrožení své další existence, bylo bratrstvo vystaveno opětovné perzekuci, která trvala až do smrti krále Jiřího z Poděbrad v roce 1471. Za jeho nástupce Vladislava II. pak perzekuce utichly, znovu pronásledováni začali čeští bratři být od roku 1481 za krále Matyáše Korvína. Ten vládl nad Moravou, odkud byla většina českých bratří vyhnána. Ti, včetně Eliáše, odešli do Moldavského knížectví, kde se jim dostalo přijetí u vojvody Štěpána III. Velikého. U něj se po smrti krále Matyáše Korvína dostalo Eliáši vizitace. Po návratu do českých zemí se v roce 1499 stal biskupem.
Roku 1503, údajně na den sv. Vavřince, tj. 10. srpna, zemřel v Prostějově.